# 丽贝卡·沃德
丽贝卡·沃德（英語：Rebecca Ward，1990年2月7日—），美国女子击剑运动员。在2008年北京奧運中，獲得個人佩劍銅牌，以及團體佩劍銅牌。
另外，她曾在2006年世界擊劍錦標賽中，獲得佩劍個人金牌。